# Кани, Роберто
Роберто Сальваторе Кани (итал. Roberto Salvatore Cani; 17 октября 1967, Милан — 9 апреля 2025, Лос-Анджелес, Калифорния) ― итальянский скрипач.
Призёр международных конкурсов имени Паганини (Генуя, 1990), Организации музыкальных вечеров (Jeunesses Musicales; Белград, 1991) и Курсийон (Courcillon; Франция, 1991), имени П. И. Чайковского (Москва, 1994).

## Биография
Роберто Сальваторе Кани родился в Милане, Италия в семье сицилийского происхождения. У него есть старшая сестра Сильвана и младшая — Сандра.
В последние годы проживал в Лос-Анджелесе, штат Калифорния.
Роберто Кани умер 9 апреля 2025 года.

## Образование
Роберто Кани начал учиться игре на скрипке в возрасте семи лет. Учился в Миланской консерватории в Милане, где он был удостоен премии Минетти в 1986 году. Также проходил обучение в Российской академии музыки имени Гнесиных в Москве и в Университете Южной Калифорнии в Лос-Анджелесе. Учился вместе с Мирославом Руссиным, Зинаидой Гилельс, Павлом Верниковым, Виктором Третьяковым, Авраамом Штерном и Алисой Шёнфельд.

## Карьера
Дебютировал в зале Гаво в Париже под управлением маэстро Даниэле Гатти 16 января 1987 года. Выступал в городах Италии, России, Польши, Хорватии, Германии, Австрии, Бельгии, Испании, Сербии, Франции, Тайваня, Японии и Южной Африки. Выступал с оркестром Ла Скала под управлением Риккардо Мути, с Волгоградским академическим симфоническом оркестром, Московским симфоническим оркестром, Национальным симфоническим оркестром Итальянского радио, Оркестром имени Гайдна, оркестром имени Кантелли, Камерным оркестром Миссури, Центральным симфонический оркестром Орегоном и т. д. Играл в Ройс Холл в Лос-Анджелесе, Большом зале и Зале Чайковского Москвы, Лисинском зале Белграда, Сент-Джорджес — Брэндон Хилл в Бристоле, Сантори-холл в Токио и в Ла Скала в Милане.
Сотрудничал с такими артистами, как Массимо Кварта, Энрико Диндо, Эндрю Шульман, Джеффри Сванн, Линн Харрелл и Юстус Франтц.